# I Don’t Like the Drugs (But the Drugs Like Me)
«I Don’t Like the Drugs (But the Drugs Like Me)» (рус. «Я не люблю наркотики (но наркотики любят меня)») — второй сингл из альбома Mechanical Animals группы Marilyn Manson. В песне также присутствует гитарное соло Дейва Наварро из «Jane’s Addiction». «I Don’t Like the Drugs (But the Drugs Like Me)» прозвучала в эпизоде «Suckers» (рус. Сосунки) телесериала «C.S.I.: Место преступления». Как и весь Mechanical Animals, песня испытала сильное влияние творчества Дэвида Боуи, в особенности — его песни «Fame» (рус. Слава).

## Список композиций
Британский CD-сингл, диск №1
1. «I Don’t Like the Drugs (But the Drugs Like Me)» — 5:03
2. «I Don’t Like the Drugs (But the Drugs Like Me) (Every Day)» — 5:22
3. «I Don’t Like the Drugs (But the Drugs Like Me)» (Absinth Make the Heart Grow Fonder) — 5:29

Британский CD-сингл, диск №2
1. «I Don’t Like the Drugs (But the Drugs Like Me)» (Infected by the Scourge of the Earth) — 5:41
2. «I Don’t Like the Drugs (But the Drugs Like Me)» (Danny Saber Remix) — 5:16
3. «I Don’t Like the Drugs (But the Drugs Like Me)» — 5:03
4. Скринсейвер «Drugs»

Британский 10" сингл с ремиксами
1. «I Don’t Like the Drugs (But the Drugs Like Me)» (Infected by the Scurge of the Earth Remix) — 5:41
2. «I Don’t Like the Drugs (But the Drugs Like Me)» (Danny Saber Remix) — 5:16
3. «I Don’t Like the Drugs (But the Drugs Like Me)» (Everyday Black Dog Remix) — 5:41
4. «I Don’t Like the Drugs (But the Drugs Like Me)» (Absinth Makes the Heart Grow Fonder Remix) — 5:29

Австралийский CD-сингл
1. «I Don’t Like the Drugs (But the Drugs Like Me)» — 5:03
2. «I Don’t Like the Drugs (But the Drugs Like Me)» (Radio Edit) — 5:06
3. «I Don’t Like the Drugs (But the Drugs Like Me)» (Danny Saber Remix) — 5:16
4. «The Beautiful People" (Live) - 4:33

Японский CD-сингл
1. «I Don’t Like the Drugs (But the Drugs Like Me)» (Infected By the Scourge of the Earth) — 5:41
2. «I Don’t Like the Drugs (But the Drugs Like Me)» (Danny Saber Remix) — 5:16
3. «I Don’t Like the Drugs (But the Drugs Like Me) (Every Day)» — 5:22
4. «I Don’t Like the Drugs (But the Drugs Like Me)» (Absinth Makes The Heart Grow Fonder) — 5:29

### Клип
Как и на остальные синглы с этого альбома, на песню есть клип, он изображен в неполном формате, так как Мэнсону и съемочной группе  не хватило денег на полный формат.